# 名声

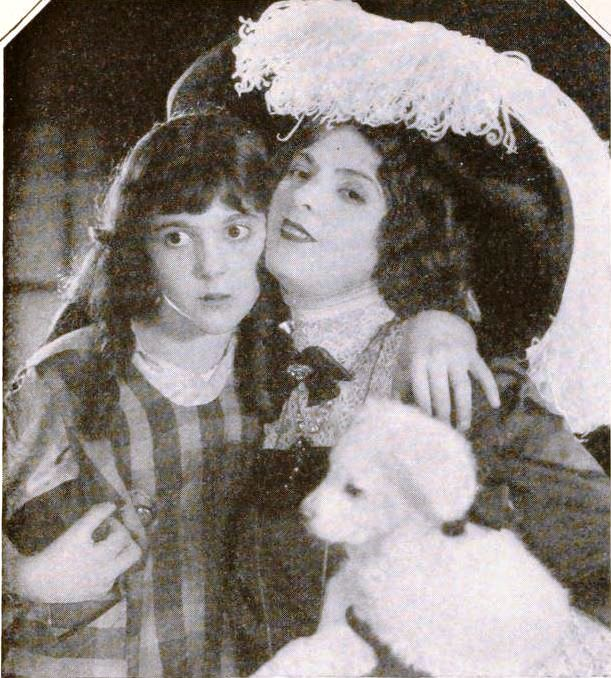
メイ・ジラーチとプリシラ・ディーン

『名声』（めいせい、Reputation）は、今日では失われたアメリカ合衆国の映画で、スチュアート・ペイトンが監督したサイレントの劇映画として1921年に公開され、ユニバーサル・フィルム・マニュファクチュアリング・カンパニーが製作、配給した。主演はプリシラ・ディーンで、三役をこなし、彼女の最良の演技が見られた作品の一つであったと考えられている。
ストーリーは、「女優生活の悲劇」を描いたもの。

## キャスト
- プリシラ・ディーン - Fay McMillan, Laura Figlan, Pauline Stevens
- メイ・ジラーチ（英語版） - Pauline Stevens（子ども時代）[4]
- ハリー・フォン・メーター（英語版） - Monty Edwards[5]
- ハリー・カーター（英語版） - Dan Frawley
- ナイルス・ウェルチ（英語版） - Jimmie Dorn
- ウィリアム・ウェルシュ（英語版） - Max Gossman
- スポッティスウッド・エイケン（英語版） - Karl
- レックス・デ・ロッセリ（英語版） - 劇場のオーナー
- ウィリアム・アーチボルト (William Archibald) - 写真家
- ハリー・S・ウェッブ（英語版） - 写真家の助手[6]
- Madge Hunt - 寮母
- アル・アーネスト・ガルシア - 劇中劇の主役の俳優
- ジェームズ・マクローリン（英語版） - 劇中劇の太った俳優
- キャスリーン・マイヤーズ（英語版） - 劇中劇の若い娘
- マリオン・マック - 劇中劇の若い娘[7]
- Alice H. Smith - 劇中劇の掃除婦
- François Dumas  - 劇中劇の掃除夫
- Joe Ray - 劇中劇の演出家